# Ойу
О́йу (эст. Oiu) — деревня в волости Вильянди уезда Вильяндимаа, Эстония.
До реформы местных самоуправлений 2017 года входила в состав волости Колга-Яани (упразднена).

## География и описание
Расположена у озера Выртсъярв, в устье реки Тянасильма, возле шоссе Тарту — Вильянди. По территории деревни протекают канал Ойу (длина 12,5 километра) и ручей Йоона (8,8 км), впадающий в озеро Выртсъярв. Через деревню проходит шоссе Тарту — Вильянди — Килинги-Нымме, которое пересекает реку Тянасильма по мосту Ойу. Расстояние по шоссе до волостного и уездного центра — Вильянди  — 23 км. Высота над уровнем моря — 39 метров.
Климат умеренный. Официальный язык — эстонский. Почтовый индекс — 70317.

## Население
По данным переписи населения 2021 года, в Ойу проживали 44 человека, из них 41 (93,2 %) — эстонцы.
По данным переписи населения 2011 года, в деревне насчитывалось 54 жителя, из них 53 (98,1 %) — эстонцы.
Численность населения деревни Ойу:
| Год  | 1973 | 1979  | 1989  | 2000 | 2011 | 2021 |
| ---- | ---- | ----- | ----- | ---- | ---- | ---- |
| Чел. | 187  | ↘ 178 | ↘ 118 | ↘ 92 | ↘ 54 | ↘ 44 |

## История
Как рыболовецкая деревня Ойу впервые упомянута уже в 1599 году (Opowaldt ~ Oyowaldt). Устье реки Тянасильма исторически было важным узловым местом водного сообщения с Тарту.
В письменных источниках 1797 года упоминается Ojo (скотоводческая мыза, деревня и корчма), 1811 года — Oijo (скотоводческая мыза и деревня).
Деревня и скотоводческая мыза Ойу в XIX веке принадлежали мызам Альт-Войдома (нем. Alt-Woidoma, Вана-Выйду, эст. Vana-Võidu mõis) и Ней-Войдома (нем. Neu-Woidoma, Карула, эст. Karula mõis). В 1913 году местные крестьяне основали Молочное общество Ойу, при котором на паровой силе работала маслобойня. В 1926 году в деревне был обустроен порт и завершено строительство бетонного моста через реку Тянасильма (разрушен в 1944 году, восстановлен в 1947 году).
В советское время в Ойу работал цех Вильяндиского молочного комбината, и располагалась центральная усадьба Ойуского отделения колхоза «Лейе».
Окрестности порта Ойу в списке населённых пунктов 1970 года называются поселением Ойу, с деревней Ойу оно было объединено в 1977 году, в период кампании по укрупнению деревень. Юго-восточная часть деревни на берегу озера Выртсъярв в своё время была известна под названием расположенного там хутора Улге.

## Инфраструктура
В деревне работала сельская школа, основанная в 1867 году, позже — 4-классная начальная школа (действовала до 1959 года).
Между деревнями Ойу и Лейе расположена зона отдыха Улге. Летом в порту Ойу останавливаются курсирующие по озеру Выртсъярв суда и парусные яхты. Устье реки Тянасильма является излюбленным место для рыбалки.

## Достопримечательности
Представляют интерес развалины ветряной мельницы (построена примерно в 1840 году из валунов), бывшая корчма (в настоящее время библиотека) и здание маслобойни (по состоянию на  2013 год реставрировалась в качестве части центра отдыха).

## Галерея
- Здание Молочного общества Ойу, 1940 год
- Старинный дом в Ойу, бывшая корчма, затем — почтовая контора и библиотека
- Порт Ойу
- Мост Ойу
- Пицца-ресторан в порту Ойу